# Roberto Borrello
Roberto Borrello (Brancaleone, 4 gennaio 1963) è un allenatore di calcio ed ex calciatore italiano, di ruolo centrocampista.

## Carriera

### Giocatore
La prima parte della sua carriera è stata con la maglia del Catanzaro, con la quale ha disputato due campionati di Serie A, cinque di Serie B e due di Serie C1, per un totale di 167 presenze e 7 reti dalla stagione 1981-82 allo scorcio iniziale del torneo 1989-90.

Borrello al Catanzaro nella stagione 1988-1989

Lasciata la squadra calabrese, ha giocato per lungo tempo con la Ternana. Arrivato in Umbria nel corso del campionato di Serie C1 1989-1990, avendo da allenatore Claudio Tobia, è rimasto alla Ternana per due stagioni, per poi tornare nel 1993-1994 con la squadra finita in Serie D.
Nel campionato di Serie C2 1996-1997, sotto la guida di Luigi Delneri, contribuisce alla promozione in C1. Con la maglia della Ternana ha collezionato in totale 169 presenze di campionato e 15 reti, per un totale di due tornei in Serie C1, due in Serie C2, due in Serie D.
Nell'intermezzo in rossoverde, una parentesi di due stagioni col Mantova.
In carriera ha totalizzato complessivamente 12 presenze in massima serie realizzando una rete (nella sconfitta esterna 1-3 col Verona nella stagione 1982-83), 99 presenze e 4 reti in Serie B, tutte con la maglia del Catanzaro.

### Allenatore
Ha guidato da allenatore diverse squadre della zona, quali Narnese (nel quale ha chiuso la carriera da giocatore), Orvietana Calcio (tre stagioni), Arrone, Gualdo, Rieti (dove viene esonerato dopo 15 giornate) queste due ultime esperienze nel campionato di Serie C2.
Nel 2010 torna a allenare la Voluntas Spoleto in Serie D girone E, dove si salva. Nell'estate del 2012 diventa allenatore degli Allievi Nazionali della Ternana; nel 2013 passa alla formazione Primavera dei rossoverdi, tornando agli Allievi nel 2014.
Dal 2015 al 2016 allena il Bastia
Dal gennaio 2017 diviene l'allenatore del Nestor Marsciano.
Dal 2018 al 2019 è allenatore della U17 della Ternana
Nel 2018 è vice allenatore della Ternana
Nella stagione 2021/2022 allena lo Sporting Terni, società della prima categoria umbra, vince il campionato e a fine stagione la squadra viene promossa nel campionato di Promozione.
Nella stagione 2022/2023, rimane nel dilettantismo ternano e firma con il Terni Football Club, squadra del girone B della Promozione umbra, che porta subito in Eccellenza. La stagione nella massima categoria regionale vede il Terni FC raggiungere i playoff nazionali, dove si ferma in finale. Dopo un avvio incerto della stagione 2024-25, viene sollevato dall'incarico l'8 ottobre 2024.

## Palmarès

### Giocatore

#### Competizioni nazionali
- Serie C2: 2

Mantova: 1992-1993
Ternana: 1996-1997
- Serie C1: 2

Catanzaro: 1984-1985, 1986-1987